# Phenomena
Phenomena – włoski film grozy z elementami fantasy z 1985 roku, napisany, wyprodukowany i wyreżyserowany przez Daria Argenta. W filmie w rolach głównych wystąpili: Jennifer Connelly i Donald Pleasence. Postać uczennicy Jennifer Corvino była dla Connelly inauguracyjną rolą pierwszoplanową oraz zaledwie drugim występem filmowym w dotychczasowej karierze. W Stanach Zjednoczonych film został wydany pod tytułem Creepers, w okrojonej wersji.

## Obsada
- Jennifer Connelly – Jennifer Corvino[1]
- Daria Nicolodi – pani Brückner[1]
- Donald Pleasence – profesor John McGregor[1]
- Dalila Di Lazzaro – dyrektorka szkoły dla dziewcząt[1]
- Patrick Bauchau – inspektor Rudolf Geiger[1]
- Fiore Argento – Vera Brandt[1]
- Federica Mastroianni – Sophie[1]
- Fiorenza Tessari – Gisela Sulzer
- Mario Donatone – Morris Shapiro
- Michele Soavi – Kurt, asystent Geigera
- Franco Trevisi – pośrednik handlu nieruchomościami
- Davide Marotta – Patua Brückner

## Nagrody i wyróżnienia
- 1986, Fantasporto:
  - nominacja do nagrody International Fantasy Film w kategorii najlepszy film (nagrodzony: Dario Argento)